# Krndija (wieś)
Krndija – wieś w Chorwacji, w żupanii osijecko-barańskiej, w gminie Punitovci. W 2011 roku liczyła 64 mieszkańców.